# Hercules Motors Corporation

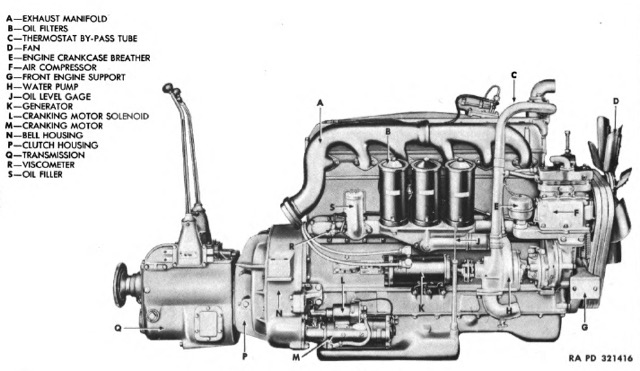
Hercules DFXE motor

Hercules Motors Corporation was een Amerikaanse fabrikant van motoren. Het was gevestigd in Canton in de staat Ohio. Het bedrijf was tussen 1915 en 1999 actief.

## Geschiedenis
Het bedrijf werd opgericht in 1915, toen nog onder de bedrijfsnaam Hercules Motor Manufacturing Company, om motoren te bouwen, vooral voor vrachtwagens. In 1923 werd de naam gewijzigd in Hercules Motors Corporation. Hercules breidde zich in de periode tussen de twee wereldoorlogen enorm uit, het ontwierp en maakte gas- en dieselmotoren en voorzag in de behoeften van fabrikanten van vrachtwagens en tractoren.
In 1931 begon Hercules met dieselmotoren te werken. Deze motoren werden nog voornamelijk gebruikt in schepen of voor stationaire toepassingen. Voor het wegtransport werden ze te zwaar geacht maar Hercules ging de uitdaging aan. Er kwam een handzame dieselmotor met een gunstig brandstofverbruik, maar de lage benzineprijs verhinderde een grote doorbraak.
Tijdens de Tweede Wereldoorlog produceerde het bedrijf ongeveer 750.000 benzine- en dieselmotoren voor geallieerde militaire voertuigen, schepen en andere toepassingen. Na de oorlog kon Hercules met moeite meegaan in de nieuwe technologische ontwikkelingen en was de Tweede Wereldoorlog het hoogtepunt in termen van productie, omzet en resultaten.
In de jaren 1950 werd het vrachtwagenpark van het Nederlandse leger vernieuwd. DAF kreeg hiervoor de opdrachten. De DAF YA-126, DAF YA-314 en DAF YA-328 werden allemaal uitgerust met Hercules benzinemotoren. DAF was al een afnemer van Hercules ook voor vrachtwagens voor de civiele markt.
In 1958 kocht Hercules de motordivisie van Hall-Scott Motor Car Company. Deze maakte benzinemotoren met een hoog vermogen, tot 500 pk die ontbraken in het assortiment van Hercules. De Hall-Scottfabriek in Berkeley werd gesloten en de laatste motoren met de naam Hall-Scott werden eind jaren 60 geproduceerd in Ohio.
In 1961 kocht Hupp Corp. uit Cleveland Hercules, maar de stagnatie bleef. Het richtte zich op het bouwen van motoren voor militaire toepassingen om de fabriek draaiende te houden en het personeel actief.
Zes jaar later, in 1967, kocht vrachtwagenfabrikant White Truck Corp., ook gevestigd in Cleveland, Hupp Corp.. White Truck was destijds een groot bedrijf, met een jaaromzet van ongeveer US$ 1 miljard, en had ambitieuze plannen met Hercules. Het ontwikkelde nieuwe motoren en bouwde een nieuwe fabriek in Canton en Hercules werd bekend als White Engine. Deze nieuwe koers voor Hercules was echter van korte duur, White raakte in moeilijkheden waardoor de uitvoering van de plannen stagneerde.
White verkocht Hercules in 1986 aan Wedtech. Dit was eveneens van korte duur, een jaar later werd de motorfabriek verkocht aan een groep investeerders. De oude naam Hercules werd weer in gebruik genomen en Hercules Engine leverde motoren voor militaire vrachtwagens in binnen- en buitenland. De resultaten wisselden sterk van jaar op jaar. In de jaren 1990 droogden de militaire contracten op hetgeen tot speculatie leidde dat het bedrijf failliet zou gaan hetgeen in 1999 daadwerkelijk gebeurde. 

## Enkele motoren

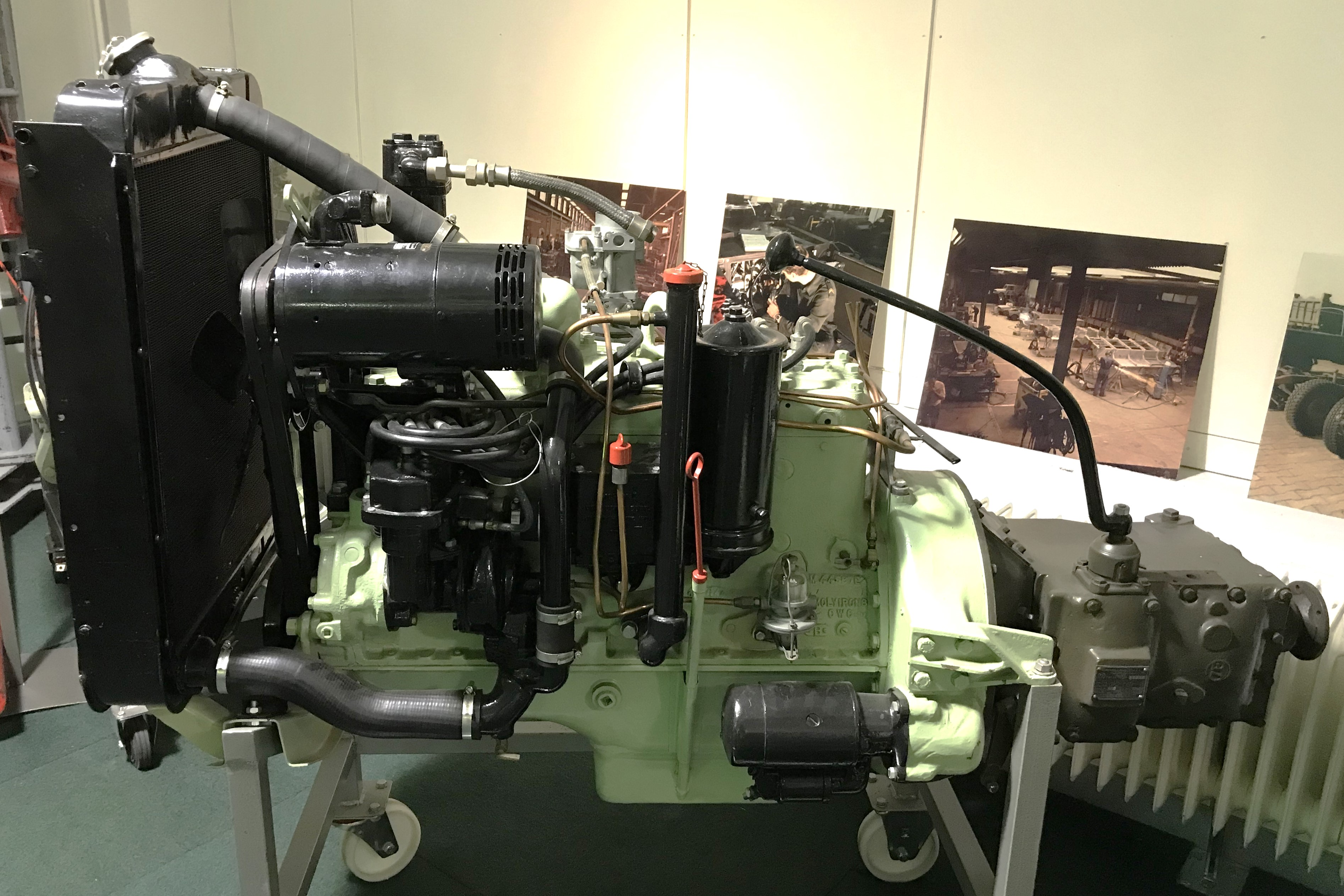
Hercules JXLD zescilinder benzinemotor

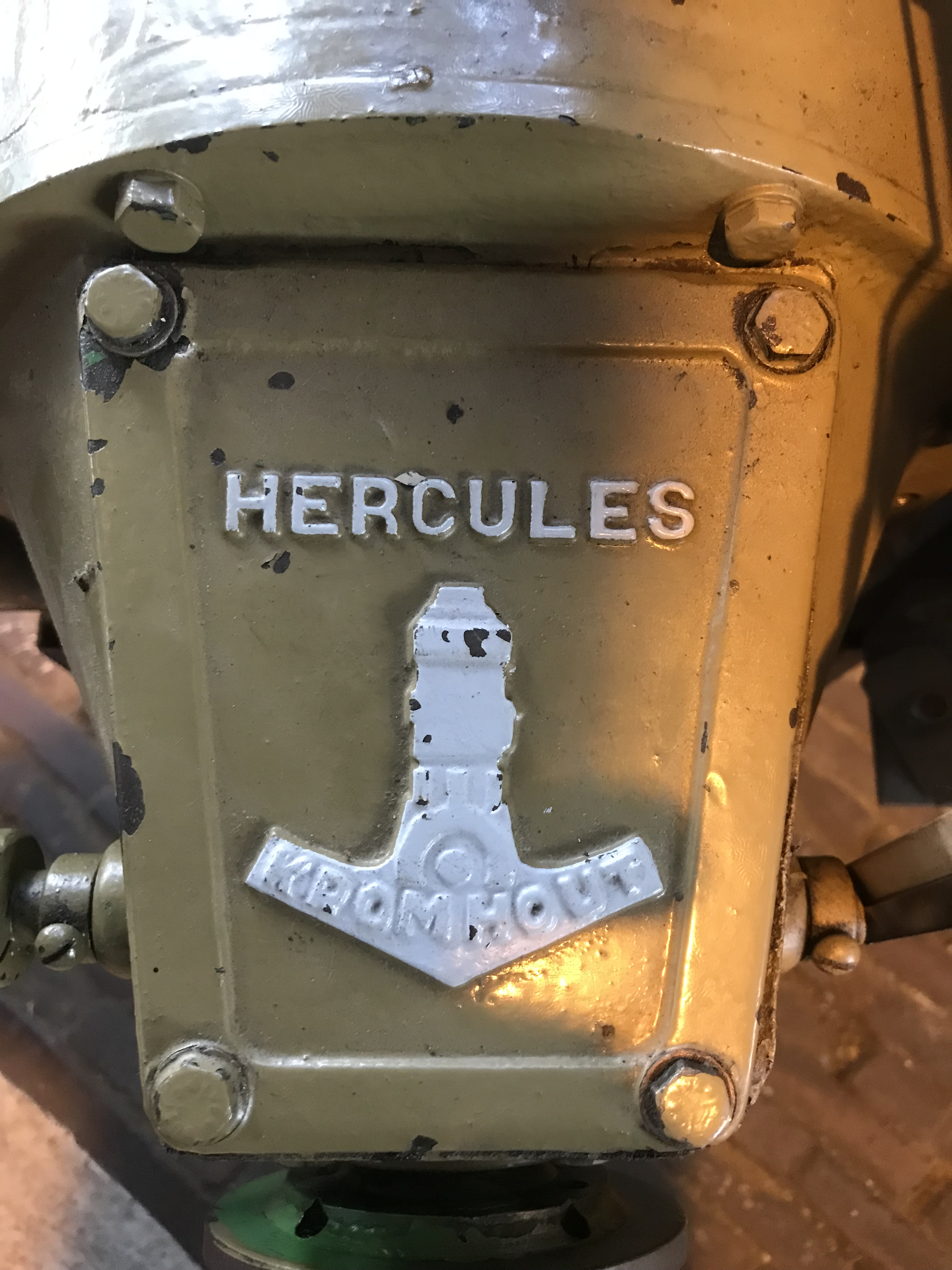
Embleem op aangepaste Herculesmotor door Kromhout

| Model   | Cilinderinhoud                | Brandstof | Vermogen        | Gemonteerd in                |
| ------- | ----------------------------- | --------- | --------------- | ---------------------------- |
| DFXE    | 14,0 liter (855 kubieke inch) | diesel    | 201 pk (150 kW) | Diamond T M-20               |
| HXC     | 14,0 liter (855 inch³)        | benzine   | 202 pk (151 kW) | zestonner                    |
| JCX     | 4,6 liter (282 inch³          | benzine   | 102 pk (76 kW)  | DAF YA-126, DAF YA-314       |
| JXD     | 5,2 liter (320 inch³)         | benzine   | 86 pk (64 kW)   | Studebaker US6, M8 Greyhound |
| JXLD    | 5,5 liter (338 inch³)         | benzine   | 132 pk (98)     | DAF YA-328                   |
| L142    | 2,3 liter (142 inch³)         | benzine   | 71 pk (53 kW)   | M151 jeep                    |
| LDT-465 | 7,8 liter (478 inch³)         | multifuel | 130 pk (97 kW)  | M35 series 2½-ton 6x6        |
| RXC     | 8,7 liter (529 inch³)         | benzine   | 112 pk (84 kW)  | Autocar U-7144T              |

## Trivia
In Nederland heeft de motorenfabriek van Kromhout Herculesmotoren aangepast voor toepassing in schepen.